# Alfred Schreuder
Alfred Schreuder (* 2. November 1972 in Barneveld, Niederlande) ist ein ehemaliger niederländischer Fußballspieler und heutiger -trainer.

## Karriere

### Als Spieler
Die Profilaufbahn von Schreuder begann bei Feyenoord Rotterdam mit einem einzigen Eredivisie-Einsatz in der Saison 1991/92. Nachdem er auch in der folgenden Spielzeit bei Feyenoord nicht wieder zum Zuge gekommen war, wechselte der Mittelfeldspieler zum RKC Waalwijk. Hier wurde er Stammspieler und erzielte in vier Saisons sieben Tore in 119 Einsätzen. 1997 ging er zum NAC Breda, dem er sechs Spielzeiten die Treue hielt – eine davon in der zweiten Liga. Ab 2003 spielte er erneut bei Feyenoord, unterbrochen durch eine Saison (2004/05), die er wieder in Waalwijk verbrachte.
In der Saison 2005/06 kam er in Rotterdam nur zweimal zum Einsatz; seine Fußballerkarriere wurde durch privates Unglück überschattet und unterbrochen, als seine Tochter schwer erkrankte und im März 2006 an den Folgen eines Hirntumors starb. Nach seiner Rückkehr auf den Fußballplatz warf ihn eine Knöchelverletzung zurück, so dass er auch in der folgenden Spielzeit nur zu fünf Einsätzen kam. Im Mai 2007 ging der mittlerweile 34-Jährige zum FC Twente, bei dem er nebenher eine Trainerausbildung begann. Zur Saison 2008/09 wechselte er zu Vitesse Arnheim, wo er in der Winterpause nach sechs Einsätzen seine aktive Laufbahn beendete. Insgesamt absolvierte Schreuder als Profi 338 Spiele in der Eredivisie und 32 in der Eerste Divisie.

### Als Trainer
In der Winterpause der Saison 2008/09 beendete Schreuder bei Vitesse Arnheim seine Spielerkarriere und wurde Co-Trainer von Theo Bos.
Im Sommer 2009 ging er als einer der Assistenten von Steve McClaren zurück nach Enschede, sein Vertrag wurde unter McClarens Nachfolger Michel Preud’homme verlängert und lief bis 2014. Nach der Europameisterschaft 2012 sollte er gleichzeitig Co-Trainer von Bert van Marwijk bei der niederländischen Nationalmannschaft werden. Da Louis van Gaal nach der Europameisterschaft neuer Bondscoach wurde, trat er die Stelle nicht an.
Am 26. Februar 2013 übernahm er interimsweise das Traineramt beim FC Twente, nachdem Steve McClaren zurückgetreten war. Da Schreuder keine Trainerlizenz für die Eredivisie hatte, wurde zur Saison 2013/14 Michel Jansen als Coach verpflichtet; Schreuder trat in die zweite Reihe zurück. Nach Erwerb der Trainerlizenz war Schreuder von Juli 2014 bis August 2015 Cheftrainer beim FC Twente.
Ende Oktober 2015 wurde Schreuder Co-Trainer von Huub Stevens bei der TSG 1899 Hoffenheim. Ab Februar 2016 assistierte er dessen Nachfolger Julian Nagelsmann.
Anfang Januar 2018 wechselte Schreuder zu Ajax Amsterdam und wurde Co-Trainer von Erik ten Hag. Als Teil des Trainerteams gewann er mit den Hauptstädtern das Double aus Pokal und Meisterschaft, die Mannschaft erreichte darüber hinaus das Halbfinale der Champions League.
Zur Saison 2019/20 kehrte Schreuder zur TSG 1899 Hoffenheim zurück und trat die Nachfolge von Julian Nagelsmann als Cheftrainer an. Er unterschrieb einen Vertrag bis zum 30. Juni 2022. Sein Bruder Dick stand ihm als Assistent zur Seite. Am 9. Juni 2020 einigten sich Schreuder und der Verein auf die sofortige Auflösung des Vertrags. Als Grund gab der Verein „Differenzen über die Ausrichtung des Klubs sowie den weiteren gemeinsamen Weg“ an. Die Mannschaft stand zu diesem Zeitpunkt nach dem 30. Spieltag der Saison 2019/20 mit 43 Punkten auf dem 7. Platz. Mit ihm verließ auch sein Bruder Dick den Verein.
Zur Saison 2020/21 wurde Schreuder beim FC Barcelona gemeinsam mit Henrik Larsson Co-Trainer seines Landsmanns Ronald Koeman. Ende Oktober 2021 wurde er gemeinsam mit Koeman und Larsson entlassen.
Anfang Januar 2022 übernahm Schreuder den belgischen Erstligisten FC Brügge als Nachfolger von Philippe Clement. Zu diesem Zeitpunkt lag Brügge in der Saison 2021/22 mit sieben Punkten Rückstand auf Royale Union Saint-Gilloise auf Platz 2 der Tabelle. Bis zum Ende der Hauptrunde gelang es den Rückstand auf fünf Punkte zu verkürzen. Damit betrug der Rückstand in der Play-off-Runde drei Punkte, der aufgeholt werden konnte, so dass der FC Brügge am vorletzten Spieltag der Play-off-Runde vorzeitig belgischer Meister wurde.
Zur Saison 2022/23 kehrte Schreuder als Cheftrainer zu Ajax Amsterdam zurück, wo er beim amtierenden niederländischen Meister einen Vertrag bis zum 30. Juni 2024 unterschrieb. Er beerbte Erik ten Hag, der zu Manchester United gewechselt war. Ajax startete gut in die Saison, gewann jedoch ab Anfang November 2022 kein Spiel mehr. Nach dem siebten Spiel ohne Sieg, einem 1:1 gegen den Vorletzten und Aufsteiger FC Volendam, trennte sich der Klub im Januar 2023 von Schreuder. Von Juli bis November 2023 war er Trainer beim Al Ain Club in den VAE.

## Erfolge

### Spieler
Feyenoord Rotterdam
- Niederländischer Meister: 1992/93
- Niederländischer Pokalsieger: 1991/92
- Niederländischer Superpokalsieger: 1991/92

NAC Breda
- Niederländischer Zweitligameister und Aufstieg in die 1. Liga: 1999/00

### Co-Trainer
FC Twente Enschede
- Niederländischer Meister: 2009/10
- Niederländischer Pokalsieger: 2010/11
- Niederländischer Superpokalsieger: 2010/11 und 2011/12

Ajax Amsterdam
- Niederländischer Meister: 2018/19
- Niederländischer Pokalsieger: 2018/19

FC Barcelona
- Spanischer Pokalsieger: 2020/21

## Trainer
FC Brügge
- Belgischer Meister: 2021/22